# 太田海也
太田海也（日语：／ Ōta Kaiya，1999年7月27日—），日本男子自行车运动员，2022年亚洲场地自行车锦标赛男子团体竞速赛金牌得主、2023年亚洲场地自行车锦标赛男子团体竞速赛金牌得主和男子竞速赛银牌得主、2022年亚洲运动会男子竞速赛和男子团体竞速赛金牌得主。